# نقطه سربه‌سر

نقطهٔ سربه‌سر

نقطهٔ سربه‌سر یا نقطهٔ تعادل (به انگلیسی: Break-even point) اصطلاحی است که برای بررسی ارتباط میزان تولید یک بنگاه اقتصادی با میزان سودآوری آن به کار می‌رود. نقطه سربه‌سر، میزانی از تولید بنگاه اقتصادی را نشان می‌دهد که در آن میزان هزینه‌ها با میزان درآمدها برابر می‌شود و بنگاه در این سطح از تولید نه سود می‌کند و نه زیان. اگر تولید، بیشتر از نقطه سربه‌سر باشد، بنگاه سود خواهد برد و اگر کمتر باشد، زیان خواهد دید.
این اصطلاح در رشته‌های مدیریت، مهندسی صنایع و حسابداری کاربرد دارد.
در رشتهٔ مدیریت مالی، قیمت نقطهٔ سربه‌سر برای اختیار خرید برابر با قیمت اعمال شده به‌علاوه هزینهٔ پرداختی و برای اختیار فروش، قیمت اعمال شده منهای هزینهٔ پرداختی است.